# Дюфур (пик)
Дюфур (нем. Dufourspitze, фр. Pointe Dufour) — пик в Пеннинских Альпах, высота которого над уровнем моря составляет 4634 м. Является высочайшей вершиной Швейцарии и высшей точкой горного массива Монте-Роза. В изданном в 1995 году списке альпийских четырехтысячников, составленном на основе официального рейтинга Международного союза альпинистских ассоциаций (UIAA), Дюфур входит в первую тройку, занимая место после Монблана (основной вершины одноименного массива) и Монблана-де-Курмайер (второстепенной вершины того же массива).
Пик назван в честь швейцарского инженера и полководца Гийома-Анри Дюфура (фр. Guillaume-Henri Dufour) в ознаменование успешного завершения работы над серией военных топографических карт Швейцарии, проведенной под его руководством.
Первое успешное восхождение на Дюфур совершили 1 августа 1855 года английские альпинисты Чарльз Хадсон, братья Кристофер и Джеймс Смиты, Джон Бирбек, Эдвард Стивенсон в сопровождении гидов Ульриха Лауэнера и братьев Иоганна и Маттеуса Цумтаугвальдов. Они поднялись на пик Дюфур через седло и западное ребро вершины — ныне этот маршрут считается классическим. Группа отправилась в путь в час ночи и, несмотря на ряд трудных участков, достигла вершины к 10 утра.
Спустя 150 лет после этого  события на высочайшую вершину Монте-Розы 1 августа 2005 года в честь юбилея первого восхождения поднялась международная группа альпинистов. В ее состав входили представители стран, которые внесли свой вклад в покорение пика Дюфур и других вершин массива Монте-Роза, — Швейцарии, Великобритании, Италии. Участники экспедиции, посвященной круглой дате, закрепили в районе вершины памятную табличку.